# Rali da Sardenha
Rali da Sardenha (conhecida também como Rally d'Italia Sardegna) é uma das etapas do Campeonato Mundial de Rali (WRC).

## História
O Rali da Sardenha tornou-se etapa do WRC em 2004, quando substituiu o Rali de San Remo como a etapa italiana da competição. Enquanto em San Remo as estradas eram de asfalto, na Sardenha a competição é disputada em estradas estreitas, sinuosas, poeirentas e onduladas, com curvas rápidas em estradas montanhosas nos arredores da cidade de Porto Cervo.

## Vencedores desde 2004
| Ano  | Evento                              | Vencedor           | Carro                   |
| ---- | ----------------------------------- | ------------------ | ----------------------- |
| 2004 | 1º Supermag Rally d'Italia Sardinia | Petter Solberg     | Subaru Impreza WRC 2004 |
| 2005 | 2º Supermag Rally d'Italia Sardinia | Sébastien Loeb     | Citroën Xsara WRC       |
| 2006 | 3º Rally d'Italia Sardinia          | Sébastien Loeb     | Citroën Xsara WRC       |
| 2007 | 4º Rally d'Italia Sardinia          | Marcus Grönholm    | Ford Focus RS WRC 06    |
| 2008 | 5º Rally d'Italia Sardinia          | Sébastien Loeb     | Citroën C4 WRC          |
| 2009 | 6º Rally d'Italia Sardinia          | Jari-Matti Latvala | Ford Focus RS WRC 09    |
| 2010 | 7º Rally d'Italia Sardinia          | Juho Hänninen      | Škoda Fabia S2000       |
| 2011 | 8º Rally d'Italia Sardinia          | Sébastien Loeb     | Citroën DS3 WRC         |
| 2012 | 9º Rally d'Italia Sardinia          | Mikko Hirvonen     | Citroën DS3 WRC         |
| 2013 | 10º Rally d'Italia Sardinia         | Sébastien Ogier    | Volkswagen Polo R WRC   |
| 2014 | 11º Rally d'Italia Sardinia         | Sébastien Ogier    | Volkswagen Polo R WRC   |
| 2015 | 12º Rally d'Italia Sardinia         | Sébastien Ogier    | Volkswagen Polo R WRC   |
| 2016 | 13º Rally d'Italia Sardinia         | Thierry Neuville   | Hyundai i20 WRC         |
| 2017 | 14º Rally d'Italia Sardinia         | Ott Tänak          | Ford Fiesta WRC         |
| 2018 | 15º Rally d'Italia Sardinia         | Thierry Neuville   | Hyundai i20 Coupe WRC   |
| 2019 | 16º Rally d'Italia Sardinia         | Dani Sordo         | Hyundai i20 Coupe WRC   |
| 2020 | 17º Rally d'Italia Sardinia         | Dani Sordo         | Hyundai i20 Coupe WRC   |
| 2021 | 18º Rally d'Italia Sardinia         | Sébastien Ogier    | Toyota Yaris WRC        |
| 2022 | 19º Rally d'Italia Sardinia         | Ott Tänak          | Hyundai i20 N Rally1    |
| 2023 | 20º Rally d'Italia Sardinia         | Thierry Neuville   | Hyundai i20 N Rally1    |
| 2024 | 21º Rally d'Italia Sardinia         | Ott Tänak          | Hyundai i20 N Rally1    |

O fundo vermelho mostra quando a prova não fez parte do WRC

### Vencedores múltiplos
| Vitórias | Piloto           |
| -------- | ---------------- |
| 4        | Sébastien Loeb   |
| 4        | Sebastien Ogier  |
| 3        | Thierry Neuville |
| 3        | Ott Tänak        |
| 2        | Dani Sordo       |

| Vitórias | Construtores |
| -------- | ------------ |
| 7        | Hyundai      |
| 5        | Citroën      |
| 3        | Volkswagen   |
| 3        | Ford         |